# 趙建德 (萬曆進士)
趙建德（1569年9月12日—17世紀），字汝孝，號仰皋，山東萊州府即墨縣匠籍，明朝政治人物。隆慶己巳八月初三日生。

## 生平
趙建德早年出身縣學生，以《春秋》中萬曆二十八年（1600年）戊子科山東鄉試舉人第二十名，二十九年（1601年）會試中式第二百十七名，聯捷三甲第一百零八名進士，官户部觀政。

## 家族
曾祖訓導趙端，祖父壽官趙邦杜，父親訓導趙永寧，母親孫氏，繼母楊氏。永感下。